# Староянсаитово
Староянсаитово (баш. Иҫке Яңы Йәнсәйет) — упразднённая деревня в Караидельском районе Башкирской АССР РСФСР. Вошла 1950-х годах в состав деревни Новоянсаитово, ныне территория современного Байкинского сельсовета в Караидельском районе Республики Башкортостан Российской Федерации.

## Топоним
Название связано с названием родового подразделения Янсаитовская тюба.
С образованием в начале XX века выселка Новоянсаитово фиксировалось как Старо-Янсаитова.

## География
Находилась на берегу реки Уфы

### Географическое положение
Расстояние до:
- районного центра (Караидель): 24 км,
- центра сельсовета (Новоянсаитово): 6 км,
- ближайшей ж/д станции (Щучье Озеро): 104 км.

## История
Основана башкирами Сунларской волости на собственных землях.
На 1920 год деревня Старо-Янсеитова входила в Байкинскую волость Бирского кантона БАССР.
В 1952 году деревня Старо-Янсаитово входила в Ново-Янсаитовский сельсовет.
В 1950-е годы вошла в состав д. Новоянсаитово.

## Население
В 1870—393 человек, в 1906—709, в 1920—778 (353 мужчин 425 женщин), в 1939—526.
Национальный состав
В 1795 году на 17 дворах проживали 115 башкир-вотчинники. В деревне также проживали башкиры-припущенники.
В 1920 году основное население — башкиры.

## Инфраструктура
Сельчане занималось земледелием, скотоводством, пчеловодством.
На 1842 год действовала мечеть. В 1896 году были хлебозапасный магазин, 3 бакалейные лавки. На 1920 год зафиксировано 153 дворов, в 1925 году 88 хозяйств.